# Katala
Katala (Катала) è un film del 1989 diretto da Sergej Vladimirovič Bodrov e Aleksandr Buravskij.

## Trama
Il film racconta la storia di un giocatore che si è infiltrato in giocatori d'azzardo professionisti sperando di vincere un grosso jackpot.